# Pachyurus paucirastrus
Pachyurus paucirastrus är en fiskart som beskrevs av Aguilera, 1983. Pachyurus paucirastrus ingår i släktet Pachyurus och familjen havsgösfiskar. Inga underarter finns listade i Catalogue of Life.